# Julián Leal
Omar Julián Leal Covelli, ou Julián Leal (Bucaramanga, 11 de maio de 1990) é um piloto de automobilismo colombiano.
Competiu na Fórmula Renault (divisão América), na Euroseries (atual Auto GP) e na Fórmula 3000 italiana, onde foi campeão em 2009.
Correu pela equipe Rapax da GP2 Series. Na corrida 2 realizada no circuito de Istambul, Leal foi considerado culpado pelo acidente com o italiano Davide Rigon, da Coloni, que acabou fraturando a perna.